# Contea di Oneida (Idaho)
La contea di Oneida (in inglese Oneida County) è una contea dello Stato dell'Idaho, negli Stati Uniti. La popolazione al censimento del 2000 era di 4 125 abitanti. Il capoluogo di contea è Malad City.

## Geografia
La contea si trova nel sud-est dello Stato, al confine con lo Utah. Si colloca nella provincia di Basin and Range.

### Contee confinanti
- Contea di Power - nord
- Contea di Bannock - nord-est
- Contea di Franklin - est
- Contea di Cache (Utah) - sud-est
- Contea di Box Elder (Utah) - sud
- Contea di Cassia - ovest

## Storia
La contea fu istituita nel 1864 e fu chiamata come il lago Oneida nello Stato di New York, luogo da cui provenivano diversi coloni.

## Comuni
L'uncia city incorporata è Malad City, il capoluogo.